# Leporinus uatumaensis
Leporinus uatumaensis är en fiskart som beskrevs av Santos och Jégu, 1996. Leporinus uatumaensis ingår i släktet Leporinus och familjen Anostomidae. Inga underarter finns listade i Catalogue of Life.